# Rio Acima
Rio Acima è un comune del Brasile nello Stato del Minas Gerais, parte della mesoregione Metropolitana di Belo Horizonte e della microregione di Belo Horizonte.